# Lemberg-Warschau-Schule
Die Lemberg-Warschau-Schule (polnisch Szkoła lwowsko-warszawska) (auch: Warschauer Gruppe, Warschauer Schule) war eine einflussreiche logisch-philosophische Schule im Polen des 20. Jahrhunderts. Kazimierz Twardowski legte ihren Grundstein, als er 1895 nach Lemberg kam und anfing, dort Philosophie zu lehren. Nach der Neugründung des polnischen Staates wechselten viele ihrer Vertreter an die Universität Warschau, woher die Schule ihren Doppelnamen bezieht.
Twardowskis Ansätze lehnen sich an Arbeiten von Franz Brentano, Robert von Zimmermann, Bernard Bolzano, sowie von Edmund Husserl und Alexius Meinong an. Mit letzteren stand Twardowski in wissenschaftlichen Kontakt; dieser Austausch beförderte sein Interesse für Ontologie, Mereologie und Kategoriale Grammatik. Durch Brentano wurde er inspiriert, eine wissenschaftliche Schule für Philosophie zu gründen; der Einfluss der Brentanoschule ist bis zu Alfred Tarskis Generation spürbar.
Die Lemberg-Warschau-Schule zeichnete sich durch einen breiten Forschungsansatz in der Philosophie, Logik, Wissenschaftstheorie und Sprachanalytik aus. Ihre Vertreter erarbeiteten wichtige Beiträge zur mathematischen Logik, logischen Semantik, Erkenntnistheorie sowie formalen Ontologie etc.
Diese Schule hat viele bedeutende Logiker, Philosophen und Mathematiker hervorgebracht. Vor allem die erste Generation ist bekannt:
Jan Łukasiewicz (der Erfinder der polnischen Notation), Stanisław Leśniewski, Tadeusz Kotarbiński, Kazimierz Ajdukiewicz, Tadeusz Czeżowski, Zygmunt Zawirski.
Alfred Tarski ist wohl der berühmteste Vertreter der Schule aus den folgenden Generationen.
Die Lemberg-Warschau-Schule stand mit anderen logisch-philosophischen Kreisen in Europa in Kontakt, so z. B. dem Wiener Kreis und der Berliner Gesellschaft für empirische Philosophie. Gemeinsam haben sie mehrere Internationale Kongresse für die Einheit der Wissenschaft in den 1930er Jahren veranstaltet (der erste Kongress fand 1935 in Paris statt).

## Weitere Vertreter
Ebenfalls zur Lemberg-Warschau-Schule werden gerechnet:
Joseph Maria Bocheński, Walter Auerbach, Hersch Bad, Stefan Baley, Stefan Blachowski, Eugenia Blaustein, Leopold Blaustein, Marian Borowski, Bronisław Brondowski, Edward Csató,  Izydora Dąmbska, Jan Drewnowski, Ryszard Gansiniec, Mieczysław Gebarowicz, Eugeniusz Geblewicz, Daniela Gromska, Henryk Hiz, Janina Hosiasson-Lindenbaum, Salomon Igel, Stanisław Jaśkowski, Ludwik Jaxa-Bykowski, Zbigniew Jordan, Jan Kalicki, Juliusz Kleiner, Maria Kokoszyńska-Lutmanowa, Antoni Korcik, Janina Kotarbińska,  Jerzy Kreczmar, Mieczysław Kreutz, Manfred Kridl, Jerzy Kuryłowicz, Czesław Lejewski, Stanisław Łempicki, Zygmunt Lempiski, Adolf Lindenbaum, Seweryna Łuszczewska-Romahnowa, Henryk Mehlberg, Mieczysław Milbrandt, Jan Mosdorf, Andrzej Mostowski, Bogdan Nawroczynski, Czesław Nowiński, Ostap Ortwin, Maria Ossowska, Stanisław Ossowski, Antoni Panski, Edward Poznański, Mojżesz Presburger, Jakub Rajgrodzki, Jan Rutski, Jan Salamucha, Zygmunt Schmierer, Halina Sloniewska, Jerzy Słupecki, Franciszek Smolka, Bolesław Sobociński, Kazimierz Sosnicki, Stefan Swieżawski, Władysław Szumowski, Władysław Tatarkiewicz, Michał Treter, Mordchaj Wajsberg, Mieczysław Wallis, Władysław Witwicki, Stefan Woloszyn, Aleksander Wundheiler, Józef Zajkowski